# Каберголін
Каберголін (лат. Cabergolinum, англ. Cabergoline) — напівсинтетичний препарат, який є похідним алкалоїду ріжків ерголіну та належить до групи стимуляторів дофамінових рецепторів, та антагоністів пролактину. Каберголін застосовується перорально. Препарат застосовується для лікування низки захворювань, у тому числі порушень менструального циклу, пролактинзалежному безплідді, галактореї, пролактинсекретуючій аденомі гіпофіза, акромегалії, при пролактинзалежній імпотенції, зниженні лібідо, а також для лікування паркінсонізму, та припинення фізіологічної лактації після пологів. Каберголін уперше синтезований у лабораторії італійської компанії «Farmitalia-Carlo Erba», та запатентований у 1982 році.

## Фармакологічні властивості
Каберголін — напівсинтетичний препарат, який є похідним алкалоїду ріжків ерголіну та належить до групи стимуляторів дофамінових рецепторів та антагоністів пролактину. Механізм дії препарату полягає у стимуляції дофамінових рецепторів, переважно D2, що призводить до зниження дефіциту дофаміну в ядрах центральної нервової системи та усуненню його дефіциту в нервових закінченнях, наслідком чого є пригнічення секреції гормону гіпофізу пролактину. Усунення надмірної продукції пролактину призводить до зупинки як нормальної лактації, так і патологічної (галакторея), нормалізації овуляції та менструального циклу. Усунення дефіциту дофаміну призводить також до зменшення симптомів паркінсонізму при застосуванні каберголіну. Препарат знижує рівень рівня гормону росту у хворих акромегалією. Каберголін застосовується найчастіше при різноманітних гінекологічних захворюваннях, зокрема при порушеннях менструального циклу, пролактинзалежному безплідді (у тому числі при екстракорпоральному заплідненні), галактореї, а також для пригнічення лактації, причому ефективність препарату є вищою, ніж подібного за хімічним складом бромокриптину, меншою була також кількість побічних ефектів при застосуванні каберголіну. Каберголін застосовується також при паркінсонізмі, як самостійний препарат, так і в комбінації з іншими протипаркінсонічними засобами; при акромегалії, пролактинсекретуючій аденомі гіпофіза, а також при ідіопатичній гіперпролактинемії. Є повідомлення про застосування каберголіну у бодібілдингу, зокрема між курсами прийому стероїдів для усунення їх побічних ефектів, а також при підвищеному рівні пролактину в організмі.

### Фармакокінетика
Каберголін добре і швидко всмоктується при пероральному застосуванні, біодоступність препарату невстановлена, найімовірніше вона є низькою у зв'язку з ефектом першого проходження через печінку. Максимальна концентрація каберголіну в крові спостерігається протягом 0,5—4 годин після прийому препарату. Препарат незначно (на 41—42 %) зв'язується з білками плазми крові. Каберголін проникає через гематоенцефалічний бар'єр, через плацентарний бар'єр, та виділяється в грудне молоко. Метаболізується препарат у печінці з утворенням менш активних метаболітів. Виводиться препарат із організму переважно з калом (60 %), частково з сечею (22 %) у вигляді метаболітів. Період напіввиведення каберголіну становить 63—68 годин, у жінок з гіперпролактинемією він становить 79-115 годин.

## Покази до застосування
Каберголін застосовується для лікування різних форм гіперпролактинемії, у тому числі порушень менструального циклу, пролактинзалежному безплідді, галактореї, пролактинсекретуючій аденомі гіпофіза, акромегалії, при пролактинзалежній імпотенції, зниженні лібідо, а також для лікування паркінсонізму, та припинення фізіологічної лактації після пологів.

## Побічна дія
При застосуванні каберголіну спостерігаються наступні побічні ефекти:
- Алергічні реакції та з боку шкірних покривів — шкірний висип, синдром Рейно, свербіж шкіри, алопеція, акне.
- З боку травної системи — нудота, блювання, запор, біль у животі, сухість у роті, гастрит, диспепсія, порушення функції печінки, метеоризм, зубний біль.
- З боку нервової системи — головний біль, запаморочення, дратівливість, парестезії, депресія, сонливість, збудження, сплутаність свідомості, втрата свідомості, агресія, гіперсексуальність, патологічна пристрасть до азартних ігор, галюцинації, порушення зору, дискінезії, марення.
- З боку серцево-судинної системи — тахікардія, артеріальна гіпотензія, периферичні набряки, ураження клапанів серця, перикардит (у тому числі ексудативний), спазм периферичних судин.
- З боку дихальної системи — носова кровотеча, задишка, дихальна недостатність, фіброз легень, ексудативний плеврит.
- Зміни в лабораторних аналізах — анемія, зниження кількості еритроцитів, зниження гематокриту, підвищення рівня у крові креатинфосфокінази.
- Інші побічні ефекти — судоми м'язів, біль у спині або попереку, біль у молочних залозах, порушення менструального циклу, підвищення лібідо.

## Протипокази
Каберголін протипоказаний при підвищеній чутливості до препарату або алкалоїдів ріжків, неконтрольованій артеріальній гіпертензії, токсикозі вагітних, фіброзних ураженнях легень, перикарду або заочеревинного простору, при наявності уражень клапанів серця при тривалому застосуванні, ендогенних психозах, дитячому або підлітковому віці, годуванні грудьми.

## Форми випуску
Каберголін випускається у вигляді таблеток по 0,0005 г.